# Schweiz i olympiska sommarspelen 1896
Schweiz deltog med tre deltagare vid de olympiska sommarspelen 1896 i Aten. Totalt vann de tre medaljer och slutade på tionde plats i medaljligan. 

## Medaljer

### Guld
- Louis Zutter - Gymnastik, bygelhäst

### Silver
- Louis Zutter - Gymnastik, barr
- Louis Zutter - Gymnastik, hopp